# Bandad buskgök
Bandad buskgök (Cacomantis sonneratii) är en asiatisk fågel i familjen gökar med vid utbredning från Indien till Filippinerna och Indonesien.

## Utseende och läte
Bandad buskgök är en medelstor (22–24 cm) medlem av familjen med karakteristisk svart tvärbandning på både den rostbuna ovansidan och den vita undersidan. Ovan ögat syns ett tydligt vitt ögonbrynsstreck. Lätet beskrivs i engelsk litteratur som ett gällt, visslande "pi-pi-pew-pew".

## Utbredning och systematik
Bandad buskgök delas in i fem underarter med följande utbredning:
- Cacomantis sonneratii waiti – Sri Lanka
- Cacomantis sonneratii sonneratii – Indien till Nepal, Myanmar, Thailand och södra Indokina
- Cacomantis sonneratii malayanus – Malackahalvön
- Cacomantis sonneratii schlegeli – Sumatra, Borneo och Palawan (sydvästra Filippinerna)
- Cacomantis sonneratii musicus – Java

Underarten malayanus inkluderas ofta i nominatformen.

## Status och hot
Arten har ett stort utbredningsområde och det finns inga tecken på vare sig några substantiella hot eller att populationen minskar. Utifrån dessa kriterier kategoriserar IUCN arten som livskraftig (LC).

## Namn
Fågelns vetenskapliga artnamn hedrar den franske naturforskaren Pierre Sonnerat (1748-1814).